# Петеріс Страутманіс
Петеріс Якубович Страутманіс (латис. Pēteris Strautmanis; 24 квітня 1919, Басська волость Курляндської губернії, тепер Латвія — 27 червня 2007) — латвійський радянський діяч, голова Президії Верховної Ради Латвійської РСР. Член ЦК КП Латвії, член Бюро ЦК КП Латвії. Депутат Верховної Ради Латвійської РСР 5—11-го скликань. Депутат Верховної Ради СРСР 7—11-го скликань, заступник голови Президії Верховної Ради СРСР (у 1974—1985 роках). Член Центральної Ревізійної Комісії КПРС у лютому 1976 — лютому 1986 року.

## Біографія
Народився в селянській родині. Трудову діяльність розпочав у 1937 році наймитом у заможних селян. У 1940 році вступив до комсомолу.
У липні 1940 — 1941 року — завідувач відділу Талсенського повітового комітету ЛКСМ Латвії.
У 1941—1943 роках — у Червоній армії. Учасник німецько-радянської війни. У 1943—1944 роках — командир партизанського загону на території Латвії.
Член ВКП(б) з 1944 року.
З 1944 року — інструктор Валкського повітового комітету КП(б) Латвії; слухач Латвійської республіканської партійної школи; редактор районної газети.
У 1950—1951 роках — 1-й секретар Апського районного комітету КП(б) Латвії.
У 1951—1954 роках — слухач Вищої партійної школи при ЦК КПРС у Москві.
У 1954—1956 роках — 1-й секретар Добельського районного комітету КП Латвії.
У 1956 році — завідувач сільськогосподарського відділу ЦК КП Латвії.
У 1956—1958 роках — міністр радгоспів Латвійської РСР. У 1958—1960 роках — 1-й заступник міністра сільського господарства Латвійської РСР.
27 січня 1960 — 18 лютого 1965 року — секретар ЦК КП Латвії. Одночасно, 7 грудня 1962 — 1 грудня 1964 року — голова Бюро ЦК КП Латвії із керівництва сільськогосподарським виробництвом.
19 лютого 1965 — 20 серпня 1974 року — 1-й заступник голови Ради міністрів Латвійської РСР.
20 серпня 1974 — 22 червня 1985 року — голова Президії Верховної Ради Латвійської РСР.
З червня 1985 року — персональний пенсіонер союзного значення в місті Ризі.

## Нагороди
- орден Леніна
- орден Жовтневої Революції
- орден Вітчизняної війни І ст.
- орден Вітчизняної війни ІІ ст.
- чотири ордени Трудового Червоного Прапора (1958,)
- медаль «За трудову доблесть»
- медалі
- заслужений робітник сільського господарства Латвійської РСР